# Roberto Molina
Roberto Molina Carrasco (Lanzarote, 5 de junho de 1960) é um velejador espanhol.

## Carreira
Roberto Molina representou seu país nos Jogos Olímpicos de 1984, na qual conquistou a medalha de ouro classe 470.